# Closer (film, 2024)
Pour les articles homonymes, voir Closer.
Pour plus de détails, voir Fiche technique et Distribution.
Closer (Sidelined: The QB and Me) est un film romantique américain réalisé par Justin Wu et sorti en 2024. Il s'agit d'une adaptation du roman The QB Bad Boy and Me de Tay Marley.

## Synopsis
Dallas Bryan est pom-pom girl, elle vise une bourse d'études pour une école de danse convoitée et rien ou personne ne se mettra en travers de son chemin jusqu'à ce que le quarterback vedette du lycée, Drayton Lahey, fasse irruption dans sa vie.

## Fiche technique
Sauf indication contraire, les informations mentionnées dans cette section peuvent être confirmées par la base de données cinématographiques IMDb,  présente dans la section « Liens externes ».
- Titre original : Sidelined: The QB and Me
- Titre français : Closer
- Réalisation : Justin Wu
- Scénario : Crystal Ferreiro et Mary Gulino, d'après le roman de Tay Marley
- Musique : Nikhil Seetharam (en)
- Sociétés de production : Marshall Arts, Great Pacific Media et Wattpad Webtoon Studios
- Société de distribution : Blue Fox Entertainment (en) et Tubi Films
- Pays de production :  États-Unis
- Langues originales : anglais
- Format : Couleur
- Genre : drame, romance
- Durée : 99 minutes
- Dates de sortie :
  - États-Unis : 29 novembre 2024 (Tubi)
  - France : 24 janvier 2025 (sur Prime Video)
  - Royaume-Uni : 17 février 2025
  - Allemagne : 1er mai 2025

## Distribution
- Siena Agudong (en) (VF : Clara Quilichini) : Dallas Bryan
- Noah Beck (en) : Drayton Lahey
- Drew Ray Tanner (en) (VF : Eilias Changuel) : Nathan Bryan
- James Van Der Beek : Leroy Lahey[1]
- Asia Lizardo (VF : Zina Khakoulia) : Gabby
- Deborah Cox : Miss Alicia
- Jake Foy (en) : Mr. Justin Douglas
- Kendall Cross : Ellie Lahey
- Jason Fernandes : Josh Lahey
- Josh Zaharia (VF : Kévin Goffette) : Chase

 Source et légende : version française (VF) sur RS Doublage

## Production

### Genèse et développement
Le film est adapté du roman Wattpad Sidelined: The QB and Me de Tay Marley, qui a enregistré plus de 30 millions de lectures sur la plateforme numérique et qui, une fois publié, figure parmi les meilleures ventes de Wattpad Books.
Aron Levitz et Lindsey Weems Ramey de Wattpad Webtoon Studios produiront le film aux côtés d'Adam Wescott, Nick Phillips et McKenna Marshall de Creator+. Noah Beck (en) sera également producteur, son manager Maxwell Mitcheson étant producteur exécutif. Justin Wu, réalise le film d'après un scénario de Mary Gulino et Crystal Ferreiro.
David Madden est producteur exécutif pour Wattpad Webtoon Studios, et Lindsay Macadam, David Way et Tony Chung sont producteurs exécutifs pour Great Pacific Media, qui financera et produira le projet au Canada.

### Tournage
Le tournage a commencé en mai 2024, et s'est terminée en juin de la même année. Le tournage a eu lieu à Victoria en Colombie-Britannique au Canada.

### Suite
Dès sa première semaine, Sidelined: The QB and Me a occupé la première place aux États-Unis et au Canada sur Tubi. 
Le 27 mars 2025, James Van Der Beek et Drew Ray Tanner (en), reviennent pour reprendre leurs rôles dans la suite. Charlie Gillespie (en) et Roan Curtis rejoignent le casting.